# Swintonia whitmorei
Swintonia whitmorei är en sumakväxtart som först beskrevs av Kochummen, och fick sitt nu gällande namn av A.J.G.H. Kostermans. Swintonia whitmorei ingår i släktet Swintonia och familjen sumakväxter. Inga underarter finns listade i Catalogue of Life.